# Ikonografija
Ikonografija (grč. εἰκών, slika; γράφειν, pisati) je grana povijesti umjetnosti koja je bavi opisom, identifikacijom i interpretacijom sadržaja prikazanog u likovnom umjetničkom djelu. Pojednostavljeno rečeno, jedna od temeljnih funkcija ikonografije je odgovor na pitanja "tko je tko" i "što je što" na likovnom djelu.
Iako zanimanje za opis i analizu tema prikazanih u likovnoj umjetnosti postoji od kasne renesanse, zajedno s probuđenim zanimanjem za starine, temelje modernoj ikonografiji kao znanstvenoj disciplini postavili su početkom 20. stoljeća njemački povjesničar umjetnosti Aby Warburg i njegov učenik Erwin Panofsky.